# Arc de Triomf (Barcelona)

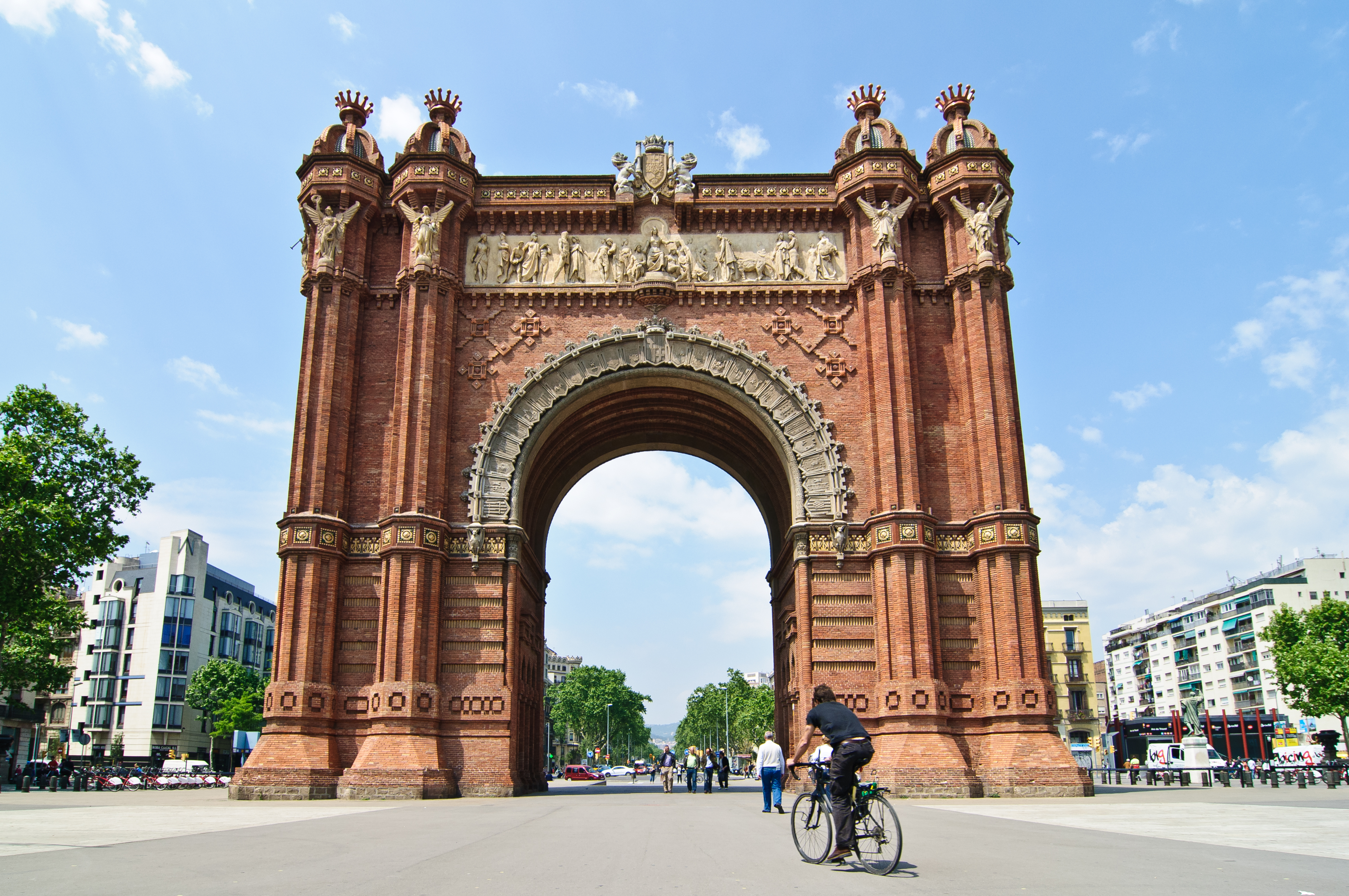
De zuidzijde van de Arc de Triomf

De Arc de Triomf (Spaans: Arco de Triunfo) in Barcelona is een rode bakstenen triomfboog in neo-Mudejarstijl, ontworpen door architect Josep Vilaseca i Casanovas (1848-1910). De boog was destijds de hoofdingang van de Wereldtentoonstelling van 1888 die in het Parc de la Ciutadella gehouden werd. Het bouwwerk staat niet in het park maar er vlakbij, namelijk op het kruispunt van de Passeig de Lluís Companys en de Passeig de Sant Joan, bij het metrostation Arc de Triomf.
De boog heeft een hoogte van 30 meter. In tegenstelling tot andere triomfbogen heeft deze geen militair karakter. Aan de zuidzijde is een tafereel te zien waar de verschillende deelnemende landen beloond worden. Aan de noordzijde hoe de stad die landen ontvangt. Op de smalle zijden staan aan de ene kant landbouw, handel en industrie uitgebeeld en aan de andere zijde wetenschap en kunst. Aan de buitenkant staan aan iedere zijde twee engelen. De ene engel draagt een lauwerkrans en de andere bespeelt de trompet. Boven de vier toegangspoorten zijn de wapenschilden van de provincies van Spanje te vinden.
De Arc de Triomf is een aantal malen als eindpunt van een hardloopwedstrijd gebruikt. De boog werd in 1990 gerestaureerd.